# 新建街道 (南充市)
新建街道，是中华人民共和国四川省南充市顺庆区下辖的一个乡镇级行政单位。

## 行政区划
新建街道下辖以下地区：
柳林路社区和西河社区。